# بلاي ستيشن نيتورك
بلاي ستيشن نيتورك (بالإنجليزية: PlayStation Network، وتختصر إلى بي إس إن (PSN)) هي خدمة ترفيه وسائط رقمية تقدمها شركة سوني إنتراكتيف إنترتينمنت. تم إطلاق الخدمة في نوفمبر 2006، وقد تم تصميمها في الأصل لأجهزة بلاي ستيشن، ولكنه سرعان ما امتدت لتشمل الهواتف الذكية والأجهزة اللوحية ومشغلات بلو-راي وأجهزة التلفزيون عالية الدقة. هذه الخدمة هي حساب لأجهزة بلاي ستيشن، ويمكن للحسابات تخزين الألعاب والمحتويات الأخرى.
اعتبارًا من أبريل 2016، تم توثيق أكثر من 110 مليون مستخدم، منهم 109 مليون نشطون شهريًا اعتبارًا من نهاية مارس 2021. خدمات شبكة بلاي ستيشن مخصصة للتسوق عبر الإنترنت (بلاي ستيشن ستور)، وخدمة اشتراك متميزة لتحسين الألعاب والميزات الاجتماعية (بلاي ستيشن بلس)، وتشغيل الموسيقى (بلاي ستيشن ميوزك، المدعوم من سبوتيفاي) وخدمة الألعاب السحابية (بلاي ستيشن ناو). الخدمة متوفرة في 73 منطقة مختلفة حول العالم.

## تاريخ
تم إطلاق الجهاز الرئيسي الثاني من سوني، بلاي ستيشن 2، في عام 2000، ويتميز بميزات أولية عبر الإنترنت في ألعاب مختارة عبر شبكتها عبر الإنترنت. يتطلب محول شبكة، والذي كان متاحًا كإضافة للطرز الأصلية ومتكامل في الأجهزة في الطرز الرفيعة. ومع ذلك، لم تقدم سوني خدمة موحدة للنظام، لذلك كان دعم ميزات الشبكة خاصًا بكل لعبة وخادم جهة خارجية، ولم يكن هناك إمكانية تشغيل متداخل للوجود عبر الألعاب. بعد خمس سنوات خلال مرحلة تطوير الجهاز الرئيسي الثالث، بلاي ستيشن 3، أعربت شركة سوني عن نيتها في البناء على وظائف سابقتها من خلال إنشاء خدمة مترابطة جديدة تبقي المستخدمين على اتصال دائم بشبكة «عالم بلاي ستيشن» (PlayStation World). في مارس 2006، قدمت سوني رسميًا خدمتها الموحدة عبر الإنترنت، والتي أطلق عليها مبدئيًا اسم «منصة شبكة بلاي ستيشن». تم الإعلان عن قائمة الميزات الداعمة في معرض ألعاب طوكيو في وقت لاحق من نفس العام.
أطلقت شركة سوني خدمة اشتراك اختيارية متميزة بالإضافة إلى خدمة شبكة بلاي ستيشن المجانية في يونيو 2010. يُعرف النظام باسم بلاي ستيشن بلس، وتوفر الوصول إلى المحتوى الحصري والألعاب التكميلية وخصومات المتجر المنتظمة والوصول المبكر إلى الألعاب القادمة.
بعد اختراق أمني، تم تعليق تشغيل شبكة بلاي ستيشن مؤقتًا والذي بدأ في 20 أبريل 2011 وأثر على 77 مليون حساب مسجل. استمر هذا الانقطاع لمدة 23 يومًا، وهو أطول فترة توقفت فيها شبكة بلاي ستيشن عن الاتصال بالإنترنت منذ إنشائها في عام 2006. ذكرت سوني أنه تم الحصول على بيانات المستخدم أثناء التطفل. في يونيو 2011، أطلقت سوني برنامج «ولكم باك» بعد الانقطاع، مما سمح لجميع مشتركي شبكة بلاي ستيشن الذين انضموا قبل 20 أبريل بتنزيل لعبتي بلاي ستيشن 3 مجانًا ولعبتي بلاي ستيشن بورتبل مجانيتين. حصل المستخدمون أيضًا على 30 يومًا مجانًا من بلاي ستيشن بلس، بينما حصل المستخدمون الذين كانوا مشتركين بالفعل قبل انقطاع الخدمة على 60 يومًا مجانًا. بعد الانقطاع، غيّرت سوني اتفاقية ترخيص شبكة بلاي ستيشن لحظر المستخدمين قانونًا من رفع دعاوى قضائية والانضمام إلى دعاوى قضائية جماعية دون محاولة حل المشكلات مع محكم أولاً.
في يوليو 2012، أعلنت شركة سوني كمبيوتر انترتينمنت أنهم حصلوا على لعبة فيديو بث خدمة غايكاي بـ 380$ مليون. تم تعزيز عملية الاستحواذ في وقت لاحق عندما استحوذت شركة سوني على أصول أون لايف المنافسة لشركة غايكاي في السوق. في معرض الإلكترونيات الاستهلاكية في يناير 2014، أعلنت شركة سوني أن تقنية غايكاي ستستخدم لتشغيل بلاي ستيشن ناو؛ خدمة ألعاب جديدة قائمة على السحابة تسمح للأشخاص بلعب ألعاب بلاي ستيشن على مجموعة متنوعة من الأجهزة. خلال عام 2014، أطلقت شركة سوني الخدمة في أمريكا الشمالية على بلاي ستيشن 3 وبلاي ستيشن 4 في شكل تجريبي كوسيلة للمستخدمين لاختبار هياكل الأداء والتسعير.
في 25 ديسمبر 2014، عانت شبكات بلاي ستيشن نيتورك وإكس بوكس لايف من انقطاع الشبكة بعد هجوم رفض الخدمة. تم إغراق كلتا الخدمتين بملايين طلبات الاتصال غير الأصلية، مما يجعل من الصعب على المستخدمين الحقيقيين إنشاء اتصال. تمت استعادة الوظائف في 26 ديسمبر، حيث واجه بعض المستخدمين صعوبات في الأيام التي تلت ذلك. في 1 يناير 2015، أعلنت شركة سوني أنه سيتم تعويض المستخدمين عن وقت التوقف عن العمل مع تمديد 5 أيام لعضوية بلاي ستيشن بلس.
كانت شبكة بلاي ستيشن نيتورك، التي كانت في السابق توفر الألعاب لسوني إنترتينمنت نيتورك الأوسع نطاقاً، هي خدمة الترفيه الأولى من سوني في عام 2015، لتوحيد الألعاب والموسيقى والتلفزيون والفيديو. بينما مرادفًا للألعاب، قالت سوني إن شبكة بلاي ستيشن قد تطورت لتصبح «علامة تجارية ترفيهية رقمية شاملة». لا يزال اسم سوني إنترتينمنت نيتورك مستخدمًا في بعض الأماكن.

## معلومات المستخدم
التسجيل في شبكة بلاي ستيشن مجاني. يمكن إنشاء نوعين من الحسابات: الحسابات الرئيسية والحسابات الفرعية. يسمح الحساب الرئيسي بالوصول الكامل إلى جميع الإعدادات، بما في ذلك أدوات الرقابة الأبوية. يمكن لاحقًا إنشاء حسابات فرعية (على سبيل المثال للأطفال) بالقيود المرغوبة التي وضعها صاحب الحساب الرئيسي. صاحب الحساب الفرعي لديه خيار ترقية حسابه بمجرد بلوغه سن 18 عامًا. تشجع سوني المسجلين على استخدام بريد إلكتروني فريد وكلمة مرور قوية غير مرتبطة بخدمات أخرى عبر الإنترنت.

### معرف الإنترنت (Online ID)
معرف الإنترنت هو اسم المستخدم على شبكة بلاي ستيشن. يمكن أن يتراوح طوله من 3 إلى 16 حرفًا وتتكون من أحرف وأرقام وواصلات وشرطات سفلية. يعتبر معرف الإنترنت الخاص بالمستخدم أساسيًا لملف تعريف شبكة بلاي ستيشن الخاص بك ويتم عرضه عند ممارسة الألعاب عبر الإنترنت واستخدام ميزات الشبكة الأخرى. في أبريل 2019، مكنت شركة سوني المستخدمين من تغيير اسم معرف شبكة بلاي ستيشن.
يتوفر للمستخدمين خيار الكشف عن اسمهم الحقيقي جانبًا معرّف الإنترنت الخاص بهم، إضافة وصف شخصي، عرض صورة ملف شخصي أو صورة رمزية، وإدراج جميع اللغات المنطوقة. تشمل الملفات الشخصية أيضًا ملخصًا لمستوى كؤوس اللاعب والنشاطات الأخيرة. يمكن عرض الملفات الشخصية عبر واجهة المستخدم أو عبر الإنترنت من خلال موقع بلاي ستيشن على الويب.
المعرف المحمول هو مخطط معلومات صغير مخصص للاستخدام كتوقيع للمنتدى. يعرض الرسم مستوى كؤوس المستخدم وعدد الجوائز الممنوحة. يمكن لكل مستخدم تسجيل الدخول إلى حساب شبكة بلاي ستيشن الخاص به باستخدام متصفح ويب للوصول إلى معرف المحمول الخاص به وتخصيصه، ومن ثم يتم منحه عنوان رابط فريد يمكنه قصه ولصقه لعرض معرفه في مكان آخر على الإنترنت. تقدم العديد من مواقع الويب التابعة لجهات خارجية رسومات مماثلة (يشار إليها عادةً باسم «بطاقات الكؤوس») كخدمات مجانية ومدفوعة على حد سواء يتم تحديثها تلقائيًا أو يتم تحديثها يدويًا بواسطة المستخدم.

### كؤوس/جوائز (Trophies)
الكؤوس هي إنجازات داخل اللعبة تُمنح للاعبين مقابل تحقيق أهداف محددة أو الوصول إلى معالم معينة (على سبيل المثال، إكمال مستوى صعب أو هزيمة عدد معين من الأعداء). هناك أربعة أنواع مختلفة من الجوائز الممنوحة. الكأس البرونزي أو الفضي أو الذهبي يتوقف على صعوبة الإنجاز، حيث تساهم كل مكافأة في نظام مستوى مرتبط بملف تعريف اللاعب. يتم منح الكأس البلاتينية للاعب بمجرد فتح جميع الجوائز الأخرى في اللعبة الأساسية؛ ومع ذلك، لا تقدم الألعاب ذات الحجم الأصغر عمومًا كأسًا بلاتينيًا. بالإضافة إلى ذلك، يتم تصنيف كل كأس حسب الشعبية - شائع (common)، نادر (rare)، نادر جدًا (very rare)، فائق الندرة (ultra rare) - بناءً على النسبة المئوية للأشخاص الذين فتحوها. يمكن للمطورين اختيار إخفاء العديد من الجوائز بحيث لا يتم الكشف عن قيمتها ووصفها إلا بعد حصول المستخدم عليها.
في محاولة لتثبيط الغش فيما يتعلق بموعد منح الجوائز، تطلب شبكة بلاي ستيشن من الأجهزة الحفاظ على إعداد دقيق للوقت والتاريخ قبل بدء اللعبة التي تم تنزيلها رقميًا، والتي تمتد أيضًا إلى جميع البرامج التي تم إصدارها فعليًا لجهاز بلاي ستيشن 4 وبعض الألعاب الغير رقمية لجهاز بلاي ستيشن 5. بدون الاتصال بشبكة بلاي ستيشن، ستعتمد الأجهزة على بطارية سي إم أو إس (CMOS battery) للحفاظ على التاريخ والوقت. إذا كان الجهاز غير قادر على الحصول على تاريخ ووقت دقيقين من شبكة بلاي ستيشن بسبب فقدان الاتصال وشحن بطارية سي إم أو إس معًا، فيمكن جعل الألعاب غير قابلة للتشغيل عليها، مما دفع النقاد إلى استنكار نظام مكافحة الغش هذا كشكل من أشكال التشغيل دائمًا على دي أر إم (always-on DRM) وتهديدًا للحفاظ على ألعاب الفيديو عند اكتشاف هذه المشكلة، والمعروفة باسم سي-بومب (C-bomb)، بعد عدة أشهر من إطلاق بلاي ستيشن 5، حيث كانت Sony تفكر في قرار مثير للجدل بنفس القدر لإغلاق بلاي ستيشن ستور للأنظمة التي تم إيقافها سابقًا التي استخدمتها. في أواخر سبتمبر 2021، حلت سوني مشكلة سي-بومب لبلاي ستيشن 4 مع تحديث البرامج الثابتة 9.0.0، بحيث عدم القدرة على الحصول على موعد دقيق والوقت من شبكة بلاي ستيشن سوف يعطل فقط ختم الوقت من الجوائز بدلا من عرقلة بدء تشغيل الألعاب. قامت سوني في وقت لاحق بحل نفس المشكلة في بلاي ستيشن 5 في نوفمبر، مما سمح بتشغيل جميع ألعاب بلاي ستيشن 4 وبلاي ستيشن 5 الرقمية رقمية والغير رقمية دون الحاجة إلى قراءة التاريخ والوقت بدقة من شبكة بلاي ستيشن، باستثناء ألعاب بلاي ستيشن بلس، والتي تتطلب التحقق عبر الإنترنت للوصول إليها.

## بلاي ستيشن بلس
بلاي ستيشن بلس هي خدمة اشتراك مدفوعة لشبكة بلاي ستيشن توفر للمستخدمين إمكانية الوصول إلى الميزات المتميزة. تتضمن هذه الإضافات الوصول المبكر إلى الألعاب القادمة، تخفيضات متجر بلاي ستيشن المنتظمة، خصمًا عرضيًا على مجموعة متنوعة من المنتجات غير المرتبطة ببلاي ستيشن، والقدرة على تنزيل تحديثات البرامج تلقائيًا إلى وحدة التحكم. كجزء من الاشتراك، يحصل الأعضاء على ألعاب بلاي ستيشن 4، بلاي ستيشن في أر، بلاي ستيشن 5 جديدة كل شهر و100 غيغا بايت مساحة تخزين على الإنترنت لملفات الألعاب المحفوظة. تتطلب لعبة بلاي ستيشن متعددة اللاعبين عبر الإنترنت اشتراكًا في بلاي ستيشن بلس، باستثناء الألعاب المجانية. يمكن للمستخدمين اختيار اشتراك شهري، ربع سنوي، أو سنوي.
في 3 ديسمبر 2021، ذكرت بلومبيرغ أن شركة سوني تعمل على خدمة اشتراك جديدة تحمل الاسم الرمزي «سبارتاكوس» (Spartacus)، وستكون الخدمة عبارة عن دمج لخدمات الشركة الحالية، بلاي ستيشن بلس، وبلاي ستيشن ناو، مع استعداد الشركة للاحتفاظ بالعلامة التجارية «بلس»، ستتضمن الخدمة ثلاثة مستويات، الأولى ستشمل جميع المزايا التي ستشملها بلاي ستيشن بلس، والثانية ستتوسع على الأولى من خلال تضمين كتالوج بالعناوين، مع توسيع المستوى الثالث على الأولين من خلال ألعاب تجريبية (Demos) وأيضًا كتالوج لألعاب من بلاي ستيشن، بلاي ستيشن 2، بلاي ستيشن 3، وبلاي ستيشن بورتبل، سيتم إطلاق الخدمة في ربيع عام 2022 وستتنافس مع خدمة إكس بوكس غيم باس من مايكروسوفت.

### ألعاب شهرية
تشمل العضوية الوصول إلى مجموعة منتقاة من الألعاب (مع اختلاف الاختيار بناءً على منطقة متجر بلاي ستيشن). يتم الإعلان عن عناوين جديدة كل شهر، ليتم تنزيلها على الفور أو إضافتها إلى مكتبة للوصول إليها لاحقًا، قبل استبدالها بمجموعة جديدة من الألعاب. يمكن للأعضاء الاحتفاظ بجميع الألعاب في مكتبتهم طالما ظلوا أعضاء في بلاي ستيشن بلس. إذا انتهت عضويتهم، فسيصبح الوصول إلى هذه الألعاب غير ممكن. بمجرد تجديد العضوية، سيتم إلغاء قفل الألعاب مرة أخرى. في أواخر يونيو 2020، أُعلن أن بلاي ستيشن بلس ستزيد من قدرتها على الألعاب التي يمكن الوصول إليها من اثنين إلى ثلاثة في الذكرى العاشرة لتأسيسها.

### بلاي ستيشن بلس كولكشن
في سبتمبر 2020، أعلنت شركة سوني خلال عرضها للجيل التالي أن أعضاء بلاي ستيشن بلس الذين يشترون جهاز بلاي ستيشن 5 سيحصلون أيضًا على إمكانية الوصول إلى مجموعة من ألعاب «تحديد الجيل» من بلاي ستيشن 4. تتضمن بلاي ستيشن بلس كولكشن:
| - باتمان: أركام نايت - باتلفيلد 1 - بلود بورن - كول أوف ديوتي: بلاك أوبس 3 - كراش بانديكوت إن. سين تريلوجي - ديترويت: نحو الإنسانية - أيام مضت | - فول أوت 4 - فاينل فانتسي 15 - غاد أوف وار 4 - إنفيموس: سكند سن - آخر الحماة - ذا لاست أوف أس - مونستر هنتر: ورلد | - مورتال كومبات إكس - بيرسونا 5 - راتشت أند كلانك - ريزدنت إيفل 7: بايوهازرد - أنشارتد 4: نهاية لص - أنتل داون |

### تجديد 2022
في 3 ديسمبر 2021، أفادت بلومبيرغ أن سوني كانت تعمل على خدمة اشتراك جديدة تحمل الاسم الرمزي «سبارتاكوس» (Spartacus) والتي ستكون بمثابة دمج لخدمات الشركة الحالية، بلاي ستيشن بلس وبلاي ستيشن ناو، مع استعداد الشركة للاحتفاظ بعلامة بلس التجارية. تم الإبلاغ عن الخدمة على أنها تتضمن ثلاثة مستويات، الأول يشمل جميع مزايا بلاي ستيشن بلس، والثاني يتوسع عند الأول من خلال تضمين كتالوج لعناوين بلاي ستيشن 4 وبلاي ستيشن 5، والثالث يتوسع عند الأولين من خلال تضمين تجربة الألعاب (Demos) وأيضًا كتالوج للألعاب من بلاي ستيشن، بلاي ستيشن 2، بلاي ستيشن 3، وبلاي ستيشن بورتبل. زعمت بلومبيرغ أن الخدمة ستبدأ في ربيع عام 2022 وتتنافس مع خدمة إكس بوكس غيم باس من مايكروسوفت.
تم التأكيد رسميًا على خدمة بلاي ستيشن بلس التي تم تجديدها بنموذج اشتراك ثلاثي المستويات من قبل سوني رسميًا في مارس 2022 حيث سيتم إطلاقها في يونيو 2022. وستصبح الخدمة المتواجدة الحالية بلاي ستيشن اسنشل (PlayStation Plus Essential)، كما سيمنح بلاي ستيشن إكسترا (PlayStation Plus Extra) وصول المستخدم إلى أكثر من 400 لعبة من بلاي ستيشن 4 وبلاي ستيشن 5 كعناوين قابلة للتنزيل والبث السحابي، وسيضيف بلاي ستيشن بريميم (PlayStation Plus Premium) إمكانية الوصول إلى البث المباشر وتنزيل أكثر من 300 لعبة من أنظمة بلاي ستيشن القديمة. بالنسبة للأسواق التي لا يتوفر بها بلاي ستيشن ناو، ستقدم سوني إصدارًا بديلاً من بريميم يسمى بلاي ستيشن بلس ديلوكس (PlayStation Plus Deluxe) يتضمن مزايا بريميم بسعر مخفض بدون ألعاب بلاي ستيشن 3 أو اللعب السحابي.
|                                                                                         | اسنشل        | إكسترا       | ديلوكس                                | بريميّم                             |
| --------------------------------------------------------------------------------------- | ------------ | ------------ | ------------------------------------- | ---------------------------------- |
| توفر                                                                                    | جميع الأسواق | جميع الأسواق | جميع الأسوق التي لا يوجد بها بث سحابي | جميع الأسوق التي يوجد بها بث سحابي |
| ألعاب شهرية                                                                             | نعم          | نعم          | نعم                                   | نعم                                |
| تعدد اللاعبين عبر الإنترنت                                                              | نعم          | نعم          | نعم                                   | نعم                                |
| تخفيضات حصرية                                                                           | نعم          | نعم          | نعم                                   | نعم                                |
| محتوى حصري                                                                              | نعم          | نعم          | نعم                                   | نعم                                |
| تخزين سحابي                                                                             | نعم          | نعم          | نعم                                   | نعم                                |
| مشاركة اللعب                                                                            | نعم          | نعم          | نعم                                   | نعم                                |
| بلاي ستيشن بلس كولكشن (حصري لبلاي ستيشن 5)                                              | نعم          | نعم          | نعم                                   | نعم                                |
| مساعدة في اللعب (حصري لبلاي ستيشن 5)                                                    | نعم          | نعم          | نعم                                   | نعم                                |
| كتالوج ألعاب                                                                            | لا           | نعم          | نعم                                   | نعم                                |
| يوبي سوفت+ كلاسيكس ‏                                                                     | لا           | نعم          | نعم                                   | نعم                                |
| كتالوج ألعاب قديمة (ألعاب بلاي ستيشن 1، بلاي ستيشن 2، بلاي ستيشن 3، وبلاي ستيشن بورتبل) | لا           | لا           | نعم (باستثناء ألعاب بلاي ستيشن 3)     | نعم (بث لألعاب بلاي ستيشن 3 فقط)   |
| تجربة ألعاب (بوقت محدود)                                                                | لا           | لا           | نعم                                   | نعم                                |

## بلاي ستيشن ستور
بلاي ستيشن ستور هو متجر وسائط رقمية يقدم مجموعة من المحتويات القابلة للتنزيل للشراء والمتاحة مجانًا. يتضمن ذلك الألعاب الكاملة، الألعاب المجانية، الإضافات، العروض التوضيحية، الموسيقى، الأفلام، وموضوعات الخلفية. يقبل المتجر العملة الفعلية وتحويلات باي بال وبطاقات الشبكة المدفوعة مسبقًا.
تعد بطاقات شبكة بلاي ستيشن أحد أشكال النقود الإلكترونية التي يمكن استخدامها مع متجر بلاي ستيشن. تحتوي كل بطاقة على رمز أبجدي رقمي يمكن إدخاله على شبكة بلاي ستيشن لإيداع رصيد في محفظة افتراضية. ابتكرت سوني طريقة الدفع للأشخاص الذين ليس لديهم إمكانية الوصول إلى بطاقة ائتمان ومالكي بلاي ستيشن الذين يرغبون في إرسال أو استلام مثل هذه البطاقات كهدايا. تتوفر التذاكر عبر تجار التجزئة على الإنترنت، المتاجر، الأكشاك الإلكترونية، وأجهزة الصراف الآلي في مكاتب البريد.
في عام 2012، قدمت سوني مبادرة الشراء المتبادل حيث لا يلزم شراء لعبة متاحة لأجهزة بلاي ستيشن متعددة إلا مرة واحدة. يمكن للاعبين الذين يقومون بتنزيل إصدار بلاي ستيشن 3 من اللعبة الانتقال إلى إصدار بلاي ستيشن فيتا أو بلاي ستيشن 4 دون أي تكلفة إضافية، والعكس صحيح. يمكن للمستخدمين الوصول الفوري إلى العناوين المدعومة في مكتبة الألعاب الرقمية الخاصة بهم، حتى عند الترقية إلى أحدث نظام. تم تمديد المبادرة لاحقًا لتشمل بلاي ستيشن 5.

## مدونة بلاي ستيشن (PlayStation Blog)
مدونة بلاي ستيشن هي مدونة على الإنترنت تركز على اللعب وهي جزء من شبكة بلاي ستيشن. تم إطلاقها في يونيو 2007، وتتضمن المحتوى المنتظم كإعلانات الألعاب، مقابلات مع المطورين، وتحديثات المتجر. موقع فرعي للمدونة يسمى بلاي ستيشن.بلوق شير تم إطلاقه في مارس 2010 ويسمح لمستخدمي شبكة بلاي ستيشن بإرسال أفكار إلى فريق بلاي ستيشن حول أي شيء يتعلق بالبلاي ستيشن بالإضافة إلى التصويت على أفكار عمليات الإرسال الأخرى.

## برمجة أصلية
بدءًا من ربيع عام 2015، بدأت شبكة بلاي ستيشن في إنتاج وتوزيع المحتوى الأصلي الخاص بها. تم عرض أول برنامج مكتوب أصلي، باورز، في 10 مارس 2015 واستمر لمدة موسمين كاملين. تم إلغاء المسلسل في 3 أغسطس 2016.
في يونيو 2017، تم الإعلان عن إطلاق شركة سوني لبرنامج صانعي الأفلام الناشئين حيث يمكن لأفراد الجمهور تقديم عروض لمسلسلات تلفزيونية محتملة ليتم بثها على شبكة بلاي ستيشن. كان من المقرر تقديم الطلبات في 1 أغسطس 2017، وتحويل خمسة من الأفكار إلى حلقات تجريبية يتم التصويت عليها من قبل مجتمع بلاي ستيشن.